# Jeff Cooper
John Dean "Jeff" Cooper (10 de maio de 1920 Los Angeles, Califórnia — 25 de setembro de 2006 Paulden, Arizona), foi um fuzileiro naval dos Estados Unidos, o criador da "modern technique" de tiro com pistola. Jornalista e escritor, foi um especialista no uso e na história de armas curtas.

## Infância e educação
Cooper nasceu em Los Angeles, onde se matriculou no "Junior Reserve Officers' Training Corps" na "Los Angeles High School". Ele se formou na "Stanford University" com bacharelado em ciência política. Ele recebeu um comissionamento regular no "United States Marine Corps" (USMC) em setembro de 1941. Durante a Segunda Guerra Mundial, ele serviu no teatro do Pacífico com o "Marine Detachment" (MarDet) a bordo do USS Pennsylvania. No final da guerra, ele foi promovido a major. Ele renunciou à sua comissão em 1949, mas voltou ao serviço ativo durante a Guerra da Coréia, onde alegou estar envolvido em guerras irregulares, e foi promovido a tenente-coronel. Após a Guerra da Coréia, o Corpo de Fuzileiros Navais recusou seu pedido de permanência na ativa. Em meados da década de 1960, ele recebeu o título de mestre em história pela "University of California, Riverside" (UCR). Do final da década de 1950 até o início da década de 1970, ele era professor de história em uma escola secundária e em uma faculdade comunitária em meio período.

## Carreira
Em 1976, Cooper fundou o "American Pistol Institute" (API) em Paulden, Arizona (mais tarde "Gunsite Academy"). Cooper começou a dar aulas de espingarda e rifle para policiais e militares, bem como civis, e deu treinamento no local para indivíduos e grupos de todo o mundo. Ele vendeu a empresa em 1992, mas continuou morando no rancho Paulden. Ele era conhecido por sua defesa de armas curtas de grosso calibre, especialmente a Colt 1911 e o cartucho .45 ACP.

### A Técnica Moderna da Pistola
A "modern technique" de Cooper define o uso pragmático da pistola para proteção pessoal. A "modern technique" enfatiza o tiro com as duas mãos usando a "postura Weaver", competindo com e, eventualmente, suplantando o tiro com uma mão que já foi predominante. Os cinco elementos da "modern technique" são:
- Uma pistola de grande calibre, de preferência semiautomática
- Postura Weaver
- Apresentação da arma
- Aquisição rápida de mira
- Dois disparos rápidos ("compressed surprise trigger break")[4][5]

### Condições de prontidão para armas de fogo
Cooper preferia a pistola Colt M1911 e suas variantes. Existem várias condições de prontidão nas quais tal arma pode ser carregada. Cooper promulgou a maioria dos seguintes termos:
- Condição 4: Câmara vazia, sem carregador na arma, cão para baixo, segurança ligada.
- Condição 3: Câmara vazia, carregador cheio no lugar, cão para baixo, segurança ligada.
- Condição 2: Uma munição na câmara, carregador cheio no lugar, cão para baixo, segurança ligada.
- Condição 1: Uma munição na câmara, carregador cheio no lugar, cão armado, segurança ligada. Também conhecido como "armado e travado".
- Condição 0: Uma munição na câmara, carregador cheio no lugar, cão armado, segurança desligada.

A "Condição 0" é considerada "pronta para disparar"; como resultado, existe o risco de disparo acidental ou por negligência na "Condição 0".

### Bren Ten
Cooper junto com Michael Dixon e Thomas Dornaus trabalharam no design da pistola "Bren Ten" em torno do cartucho 10mm Auto, baseado no design da Czech CZ 75. O cartucho era mais poderoso do que o 9×19mm Parabellum e o .45 ACP.

### Mentalidade de combate e o código de cores Cooper
O meio mais importante de sobreviver a um confronto letal, de acordo com Cooper, não é a arma nem as habilidades marciais. A ferramenta principal é a mentalidade de combate, apresentada em seu livro Principles of Personal Defense.
O código de cores, originalmente introduzido por Jeff Cooper, não tinha nada a ver com situações táticas ou níveis de alerta, mas sim com o estado de espírito da pessoa. Conforme ensinado por Cooper, está relacionado ao grau de perigo que você está disposto a fazer e que permite que você mude de um nível de mentalidade para outro para que possa lidar adequadamente com uma determinada situação. Cooper não afirmou ter inventado nada em particular com o código de cores, mas aparentemente foi o primeiro a usá-lo como uma indicação de estado mental.
O seguinte é do The Carry Book: Minnesota Edition, 2011:
- Branco: inconsciente e despreparado. Se atacado em condição branca, a única coisa que pode salvá-lo é a inadequação ou inépcia de seu atacante. Quando confrontado por algo desagradável, sua reação provavelmente será "Oh meu Deus! Isso não pode estar acontecendo comigo."
- Amarelo: alerta relaxado. Nenhuma situação de ameaça específica. Sua mentalidade é que "hoje pode ser o dia em que terei que me defender". Você está simplesmente ciente de que o mundo é um lugar potencialmente hostil e que está preparado para se defender, se necessário. Você usa seus olhos e ouvidos e percebe que "talvez eu tenha que atirar hoje". Você não precisa estar armado neste estado, mas se estiver armado, deverá estar na condição amarela. Você deve sempre estar em amarelo quando estiver em um ambiente desconhecido ou entre pessoas que você não conhece. Você pode permanecer em Amarelo por longos períodos, contanto que seja capaz de "Vigiar sua posição de seis horas". (Na aviação, doze horas se refere à direção na frente do nariz da aeronave. Seis horas é o ponto cego atrás do piloto.) Em amarelo, você está "absorvendo" informações ao redor de uma maneira relaxada, mas alerta, como uma varredura de radar contínua de 360 graus. Como disse Cooper, "talvez eu tenha que atirar".
- Laranja: alerta específico. Algo não está certo e chamou sua atenção. Seu "radar" detectou um alerta específico. Você muda seu foco principal para determinar se há uma ameaça (mas não abandona a posição de seis horas). Sua mentalidade muda para "Talvez eu tenha que atirar naquela pessoa hoje", focando no alvo específico que causou a escalada no status de alerta. Na Condição Laranja, você define um gatilho mental: "Se essa pessoa fizer" X ", terei de impedi-la". Sua pistola geralmente permanece no coldre neste estado. Ficar em Laranja pode ser um pouco cansativo, mas você pode ficar lá pelo tempo que precisar. Se a ameaça não for nada, você muda de volta para a Condição Amarela.
- Vermelho: Condição Vermelho é luta. Seu gatilho mental (estabelecido na Condição Laranja) foi acionado. "Se 'X' acontecer, eu atiro naquela pessoa" - 'X' aconteceu, a luta começou.

O USMC usa "Condition Black", embora originalmente não fizesse parte do código de cores de Cooper. De acordo com Massad Ayoob, "Condition Black", na juventude de Cooper, significava "combate em andamento". "Condition Black" também é usado para significar "imobilizado pelo pânico" ou "oprimido pelo medo".
Em suma, o código de cores ajuda a "pensar" em uma luta. À medida que aumenta o nível de perigo, aumenta a disposição da pessoa para realizar certas ações. Se alguém vai para a Condição Vermelha, a decisão de usar força letal já foi tomada - o "gatilho mental" foi acionado. [Carece de fontes?]
A seguir estão alguns dos comentários adicionais de Cooper sobre o assunto.
Considerando os princípios de defesa pessoal, há muito criamos o código de cores. Isso teve um sucesso surpreendente em debriefings em todo o mundo. O código de cores, como o pregamos, é branco, amarelo, laranja e vermelho, e é um meio de colocar a mente na condição adequada ao exercer violência letal, e não é tão fácil quanto pensei a princípio.

O problema é que alguns alunos insistem em confundir a cor apropriada com a quantidade de perigo evidente na situação. Como há muito venho ensinando, você não está em nenhum estado de cor por causa da quantidade específica de perigo em que pode estar, mas sim em um estado mental que o capacita a dar um difícil passo psicológico. Agora, no entanto, o governo decidiu fazer isso e está distribuindo um "código de cores" a nível nacional com base na aparente natureza do perigo. Sempre foi difícil ensinar o código de cores do Gunsite, e agora ficou mais difícil.
Não podemos dizer que as idéias do governo sobre as cores estão erradas, mas são diferentes do que há muito ensinamos aqui. O problema é o seguinte: sua mentalidade de combate não é ditada pela quantidade de perigo a que você está exposto no momento. Sua mentalidade de combate é ditada apropriadamente pelo estado de espírito que você acha apropriado para a situação. Você pode estar em perigo mortal o tempo todo, independentemente do que o Departamento de Defesa lhe diga. O código de cores que o influencia depende da disposição que você tem de ultrapassar uma barreira psicológica contra uma ação irrevogável. Essa decisão é menos difícil de tomar, pois os jihadistas já a tomaram.

Ele simplificou ainda mais as coisas em 2005:
No branco, você está despreparado e despreparado para uma ação letal. Se você for atacado em Branco, provavelmente morrerá, a menos que seu adversário seja totalmente inepto.

No amarelo, você chega à compreensão de que sua vida pode estar em perigo e que você pode ter que fazer algo a respeito.
No laranja você determinou um adversário específico e está preparado para agir que pode resultar em sua morte, mas você não está em um modo letal.
No vermelho, você está em um modo letal e atirará se as circunstâncias o justificarem.

### Segurança de armas de fogo
Cooper defendeu quatro regras básicas de segurança com armas:
1. Todas as armas estão sempre carregadas. Mesmo que não estejam, trate-as como se estivessem.
2. Nunca deixe o cano apontar para qualquer coisa que você não está disposto a destruir. (Para aqueles que insistirem que esta arma em particular esteja descarregada, consulte a Regra 1.)
3. Mantenha o dedo fora do gatilho até que sua mira esteja no alvo. Esta é a Regra de Ouro. Sua violação é diretamente responsável por cerca de 60% dos disparos não intencionais.
4. Identifique seu alvo e o que está atrás dele. Nunca atire em nada que não tenha identificado positivamente.[15]

### Conceitos de rifle
Cooper é mais conhecido por seu trabalho no treinamento de pistola, mas ele preferia o rifle para tiro tático. Ele frequentemente descreveu a arma curta como uma arma paliativa conveniente de carregar, permitindo a alguém a oportunidade de pegar um rifle.
As armas pessoais foram o que ergueu a humanidade da lama, e o rifle é a rainha das armas pessoais.

O rifle é uma arma. Que não haja engano sobre isso. É uma ferramenta de poder e, portanto, totalmente dependente da estatura moral de seu usuário. É igualmente útil para garantir carne para a mesa, destruir grupos de inimigos no campo de batalha e resistir à tirania. Na verdade, é o único meio de resistir à tirania, uma vez que um cidadão armado com rifles simplesmente não pode ser tiranizado.
O rifle em si não tem estatura moral, pois não tem vontade própria. Naturalmente, pode ser usado por homens maus para propósitos malignos, mas há mais homens bons do que maus, e embora estes últimos não possam ser persuadidos a seguir o caminho da retidão pela propaganda, eles certamente podem ser corrigidos por homens bons com rifles.
— Jeff Cooper, The Art of the Rifle

### Scout Rifle
Muito influenciado pela vida e pelos escritos de Frederick Russell Burnham, Cooper publicou um artigo na década de 1980 descrevendo seu ideal de um rifle de uso geral, "... um rifle utilitário curto, leve, prático e versátil", que Cooper apelidou de "Scout Rifle" (algo como "rifle de batedor"). Esta era uma carabina de ferrolho compartimentada em .308 Winchester, menos de 1 metro de comprimento, menos de 3 quilos de peso, com mira de ferro, uma mira ótica montada mais à frente (com um "eye relief" longo) e equipada com uma bandoleira prática (do tipo "Ching sling"). Cooper definiu seu objetivo: "... um rifle de uso geral é uma arma de fogo convenientemente portátil, operada individualmente, capaz de desferir um único golpe decisivo, em um alvo vivo de até 200 quilos de peso, a qualquer distância em que o operador possa atirar com a precisão necessária para colocar um tiro em uma área vital do alvo ". Cooper achava que o "Scout Rifle" ("rifle de batedor") deveria ser adequado para um homem operando como o batedor Burnham, sozinho ou em uma equipe de dois ou três homens.
No final de 1997, Steyr Mannlicher produziu um rifle de acordo com suas especificações de "Scout", com a supervisão de Cooper durante o processo de engenharia e fabricação. Embora não tenham sido um sucesso espetacular de vendas, esses rifles venderam muito bem e ainda estão sendo produzidos. Cooper considerava o Steyr Scout "perfeito" e costumava dizer: "peguei o meu!" Os fuzileiros consideram o desenvolvimento de Cooper do conceito de "Scout Rifle" e seu trabalho subsequente na evolução do "Scout Rifle Steyr-Mannlicher" como suas contribuições mais significativas e duradouras para a indústria de rifles. A Ruger (Ruger Gunsite Scout), a Savage Arms, a Springfield Armory e a Mossberg também fizeram versões do "Scout Rifle".

### Conceitos de munição
Cooper estava insatisfeito com a munição de pequeno diâmetro 5,56×45mm NATO (.223 Remington) do AR-15 e imaginou a necessidade de um cartucho de grosso calibre (.44 ou maior) em um rifle semiautomático para fornecer maior poder de parada e mortes com apenas um tiro em animais de grande porte a 250 jardas (229 metros). Este ficou conhecido como o conceito Thumper, inspirando o desenvolvimento do .450 Bushmaster, do .458 SOCOM, do .499 LWR e do .50 Beowulf entre outros cartuchos, todos adequados para integração preferencialmente no rifle AR-15/M16/M4 ou, alternativamente, as plataformas de rifle AR-10/M14.
Seguindo as linhas do "conceito Thumper", Tim LeGendre da LeMag Firearms desenvolveu o .45 Professional, o predecessor do cartucho .450 Bushmaster, e mais tarde construiu e entregou um AR-15 em .45 Professional para Cooper enquanto Bill Alexander da Alexander Arms desenvolveu o .50 Beowulf.
Encontrando problemas de falta de poder de parada semelhantes aos de Cooper, a necessidade de um grande cartucho perfurante para a plataforma AR-15 surgiu da discussão informal de membros do comando de operações especiais, especificamente a experiência da Força-Tarefa Ranger na Batalha de Mogadíscio (1993) na qual vários tiros foram necessários para incapacitar os membros da força adversária. Muitos somalis mascavam a droga Khat o dia todo e os efeitos da droga inibiam o apetite e aumentavam a tolerância à dor. Consequentemente, Marty ter Weeme da Teppo Jutsu projetou o cartucho .458 SOCOM em 2000 e Tony Rumore da Tromix foi contratado para construir o primeiro rifle em .458 SOCOM em fevereiro de 2001. Mais tarde, ainda mais cartuchos Thumper foram desenvolvidos para a plataforma AR-15 nos EUA e em outros países, como .458 Alpine, .458 Silent death e .460 Alliance.
Entre os cartuchos Thumper que requerem o uso da plataforma AR-10 devido às suas maiores dimensões estão o .45 Raptor, .50 Thumper, .50 Razorback, .50 Krater, .500 Kratos/Enforcer, .500 Auto Max, .500 Phantom, .500 Whisper, .510 Whisper, .510 Snipe-Tac e os cartuchos .510 Winchester Short Magnum. Este amplo espectro de calibres desenvolvido até hoje ao longo da linha do "conceito Thumper" variando de cartuchos Wildcat a combinações de rifle/cartuchos comerciais e calibres com aprovação pela SAAMI ou C.I.P. sugere que este campo ainda não produziu soluções otimizadas e ainda está sujeito à otimização de engenharia.
Um cartucho Thumper moderno desenvolvido especificamente para caça de grande porte escandinava é o .510 Førland, que é usado principalmente em rifles Sako TRG convertidos, enquanto a Blaser na Alemanha desenvolveu o .45 Blaser para seu rifle de tração direta R93. O .50 Alaskan desenvolvido por Harold Johnson e Harold Fuller da península de Kenai no Alasca na década de 1950 com base no .348 Winchester, bem como no .45 Alaskan, no .457 Wild West Magnum e no .510 Kodiak Express são, em certo sentido predecessores do conceito Thumper de Jeff Cooper, originado da época da caça de grandes ursos no Alasca usando rifles por ação de alavanca.

### Literatura
Em 1997, Cooper escreveu que cunhou o termo hoplo-fobia em 1962 "em resposta a uma necessidade percebida de uma palavra para descrever uma aberração mental que consiste em um terror irracional de engenhocas, especificamente, armas".
Além de seus livros sobre armas de fogo e autodefesa, Cooper escreveu vários livros contando as aventuras de sua vida, além de ensaios e contos, incluindo "Fire Works" (1980); "Another Country: Personal Adventures of the Twentieth Century" (1992); "To Ride, Shoot Straight and Speak the Truth" (1988); e "C Stories" (2004). Sua filha Lindy Wisdom publicou uma biografia, "Jeff Cooper: the Soul and the Spirit" (1996).
Jeff Cooper foi considerado uma das maiores autoridades do mundo em caça maior, tanto no ambiente de seu próprio país, quanto na África.
Alguns dos comentários de seu boletim informativo "Gunsite Gossip" foram impressos na revista Guns & Ammo como "Cooper's Corner" e mais tarde foram compilados no The Gargantuan Gunsite Gossip. Esses eram seus pensamentos sobre armas de fogo intercalados com suas reflexões abrangentes sobre muitos outros assuntos, e conquistou um grande número de seguidores nos Estados Unidos e internacionais da década de 1980 até sua morte. As famosas citações do guru das armas de fogo ficaram conhecidas como "Cooperismo" e refletem sobre sua filosofia e doutrina que moldaram o mundo moderno das armas de fogo. Além disso, Cooper escreveu extensivamente e defendeu os direitos das armas de fogo.
Uma bibliografia completa dos escritos de Jeff Cooper de 1947 em diante está disponível no Jeff Cooper Bibliography Project.
Cooper foi o presidente fundador e presidente honorário vitalício da "International Practical Shooting Confederation". No entanto, ele criticou a maneira como acreditava que a IPSC se afastou do foco original em armas práticas para o que ele chamou de "pistolas rooney", pistolas altamente modificadas que ele acreditava não serem apropriadas para o serviço diário prático. e os artigos do "Cooper's Corner" tratavam desse assunto e dos "gamesmen" que ele acreditava terem causado a deterioração do IPSC.

## Vida pessoal
Cooper foi casado com sua esposa Janelle por 64 anos. Eles tiveram três filhas. Ele morreu em sua casa em 25 de setembro de 2006, aos 86 anos.

## Visão política
Cooper tinha opiniões políticas fortemente conservadoras. Em 1991, ele escreveu na revista Guns & Ammo que "não mais do que cinco a dez pessoas em cem que morrem por tiros em Los Angeles são uma perda para a sociedade. Essas pessoas lutam pequenas guerras entre si. Parece um serviço social válido para mantê-los bem abastecidos de munição". Em 1994, Cooper disse "Los Angeles e Ho Chi Minh City se declararam cidades irmãs. Faz sentido: ambas são metrópoles do Terceiro Mundo anteriormente ocupadas por americanos".
Em outro espectro, Cooper também demonstrava posições controversas: expressou apoio a Jonas Savimbi, aos governos da Rodésia e na África do Sul da era do apartheid, e a Francisco Franco.